# Toxorhina biroi
Toxorhina biroi är en tvåvingeart som beskrevs av Alexander 1934. Toxorhina biroi ingår i släktet Toxorhina och familjen småharkrankar. Inga underarter finns listade i Catalogue of Life.